# Węgajty
Węgajty (deutsch Wengaithen) ist ein Ort in der polnischen Woiwodschaft Ermland-Masuren. Er gehört zur Gmina Jonkowo (Landgemeinde Jonkendorf) im Powiat Olsztyński (Kreis Allenstein).

## Geographische Lage
Węgajty liegt im Westen der Woiwodschaft Ermland-Masuren, 14 Kilometer nordwestlich der Kreis- und Woiwodschaftshauptstadt Olsztyn (deutsch Allenstein).

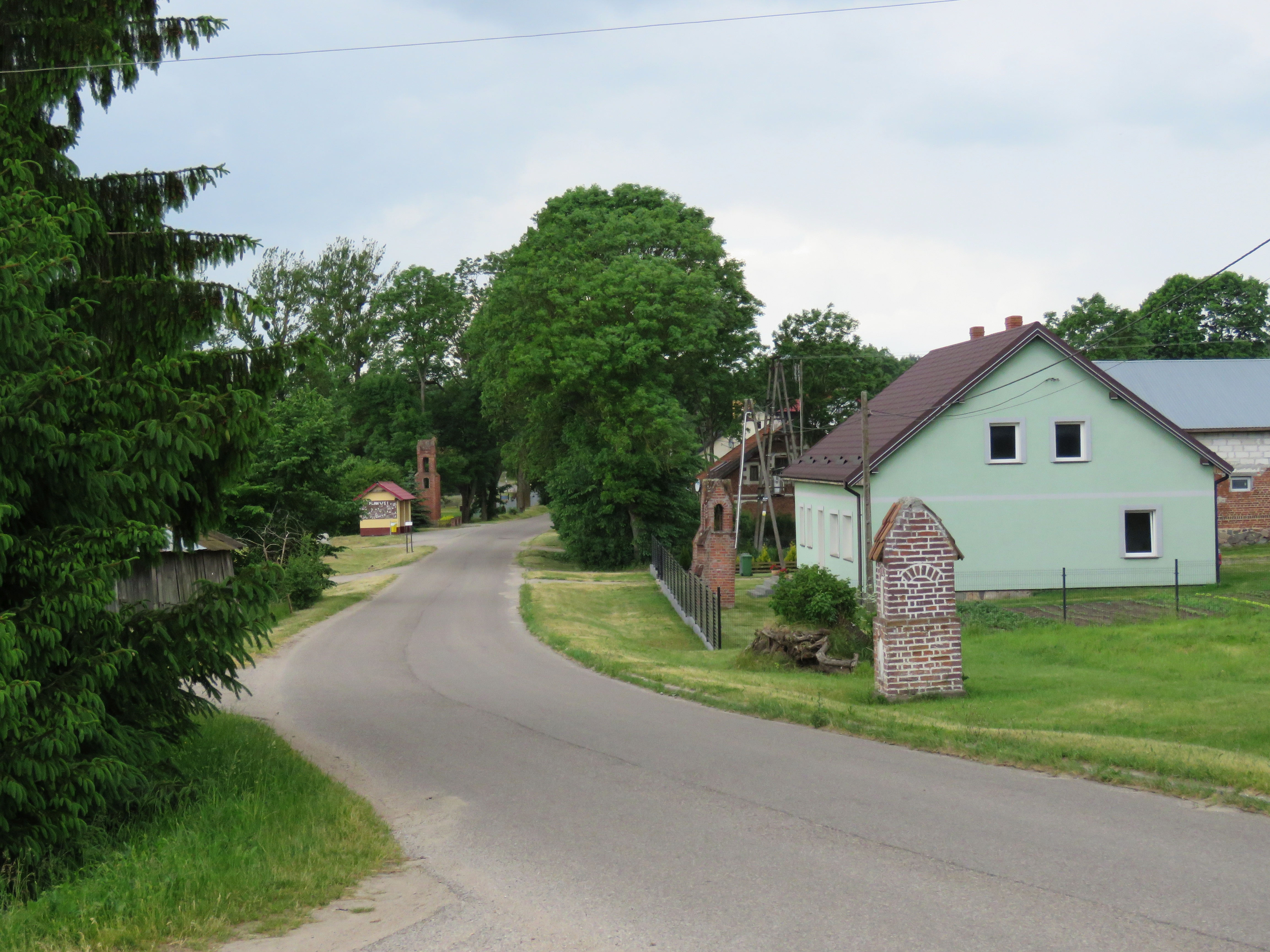
Dorfstraße in Węgajty

## Geschichte
Das kleine Dorf, damals Hohenberg genannt, mit dem Weiher in seiner Mitte, wurde 1355 gegründet und hieß später Wangaithen und vor 1785 auch Wengaiten. Es war am 30. Juli 1355, als der Schulze Wiscant nach Kulmer Recht Land erhält, um das Dorf zu bilden. Am 5. November 1366 erfolgte die Erneuerung der Handfeste. 1785 wurde Wengaithen als königliches Bauerndorf im Amt Allenstein, Kreis Heilsberg, erwähnt, und bei der Volkszählung am 3. Dezember 1861 verfügte das Dorf über 26 Wohngebäude mit 188 Einwohnern.
Von 1874 bis 1945 war Wengaithen in den Amtsbezirk Jonkendorf (polnisch Jonkowo) im ostpreußischen Kreis Allenstein eingegliedert. Die Einwohnerzahl des Dorfes belief sich im Jahre 1910 auf 222, im Jahre 1933 auf 240 und im Jahre 1939 auf 215.
In Kriegsfolge kam Wengaithen 1945 mit dem gesamten südlichen Ostpreußen zu Polen. Das Dorf erhielt die polnische Namensform „Węgajty“ und ist heute eine Ortschaft innerhalb der Landgemeinde Jonkowo (Jonkendorf) im Powiat Olsztyński (Kreis Allenstein), von 1975 bis 1998 der Woiwodschaft Olsztyn, seither der Woiwodschaft Ermland-Masuren zugehörig.

## Kirche
Bis 1945 war Wengaithen in die evangelische Kirche Allenstein in der Kirchenprovinz Ostpreußen der Kirche der Altpreußischen Union, außerdem in die römisch-katholische Kirche Jonkendorf im Bistum Ermland eingepfarrt. Der Bezug zu beiden Kirchen ist bei Węgajty geblieben: zu der nun mit einem Namen versehenen Christus-Erlöser-Kirche in Olsztyn, jetzt in der Diözese Masuren der Evangelisch-Augsburgischen Kirche in Polen gelegen, und zu der katholischen Kirche Jonkowo, die jetzt zum Erzbistum Ermland gehört.

## Verkehr
Węgajty liegt an der Kreisstraße (polnisch Droga powiatowa) 1368N, die von Barkweda (Bergfriede) und Jonkowo (Jonkendorf) bis nach Stękiny (Stenkienen) an der Woiwodschaftsstraße 527 (frühere deutsche Reichsstraße 133) führt.
Am südlichen Ortsrand von Węgajty verläuft die PKP-Linie 220: Olsztyn–Bogaczewo, allerdings hier ohne Halt. Die nächste Bahnstation ist Jonkowo (Jonkendorf).

## Persönlichkeiten
- Florina Boenigh (1894–1956), deutsche römisch-katholische Ordensfrau und Märtyrin